# Анизакидоз
Анизакидо́з (Anisacidosis) — зоонозный гельминтоз из группы нематодозов, характеризующийся поражением желудочно-кишечного тракта, вызываемый паразитированием личиночных стадий нематод семейства Anisakidae в организме человека.
Основной источник и хозяин-носитель данных гельминтов — морская рыба.
Взрослые особи данных гельминтов внешне по цвету и форме напоминают аскарид, но значительно меньшего размера: 4-6 см. В теле рыбы находятся чаще в состоянии «плоской свёрнутой спирали». Могут находиться как в полостях тела так и в мышечной ткани (как личинки, так и взрослые особи).
Первый случай анизакидоза у человека был зафиксирован в Голландии в 1955 году, заражение произошло в результате употребления в пищу слабосолёной сельди.

## Известные представители
Список подсемейств и родов семейства Anisakiadae согласно системе базы данных WoRMS:
- Anisakinae Railliet & Henry, 1912
  - Anisakis Dujardin, 1845
  - Euterranova Moravec & Justine, 2020
  - Galeiceps Railliet, 1916
  - Neoterranova Moravec & Justine, 2020
  - Pseudoterranova Mozgovoi, 1951
  - Pulchrascaris Vicente & Santos, 1972
  - Skrjabinisakis Mozgovoi, 1951
  - Sulcascaris Hartwich, 1957
  - Terranova Leiper & Atkinson, 1914
- Contracaecinae Mozgovoi & Shakhmatova, 1971
  - Contracaecum Railliet & Henry, 1912
  - Phocascaris Höst, 1932
- Incertae sedis
  - Amphibiogoezia Ratnamala Rao, 1980
  - Duplicaecum Majumdar & Chakravarty, 1963
  - Viverranisakis Soota & Chaturvedi, 1971